# Porcelaine d'Imari

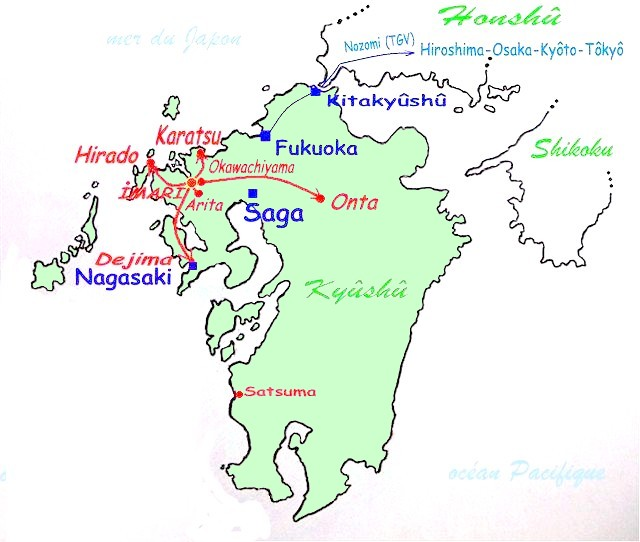
Sites céramiques de l'île de Kyūshū, lieu d'origine de la porcelaine d'Imari.

La porcelaine d'Imari est  céramique japonaise produite dans l'ancienne province de Hizen sur l'île de Kyūshū, qui correspond sensiblement au domaine de Saga, et principalement dans les fours de la ville d'Arita. Jusqu'à la fin du XVIIIe siècle les porcelaines de cette province sont regroupées et exportées depuis le port d'Imari qui donne son nom à cette production. Mais on emploie tout autant « porcelaine d'Arita » pour désigner la même chose. Un grand nombre de styles sont distingués, mais les datations restent souvent approximatives, pour les plus anciennes tout au moins.

## Historique

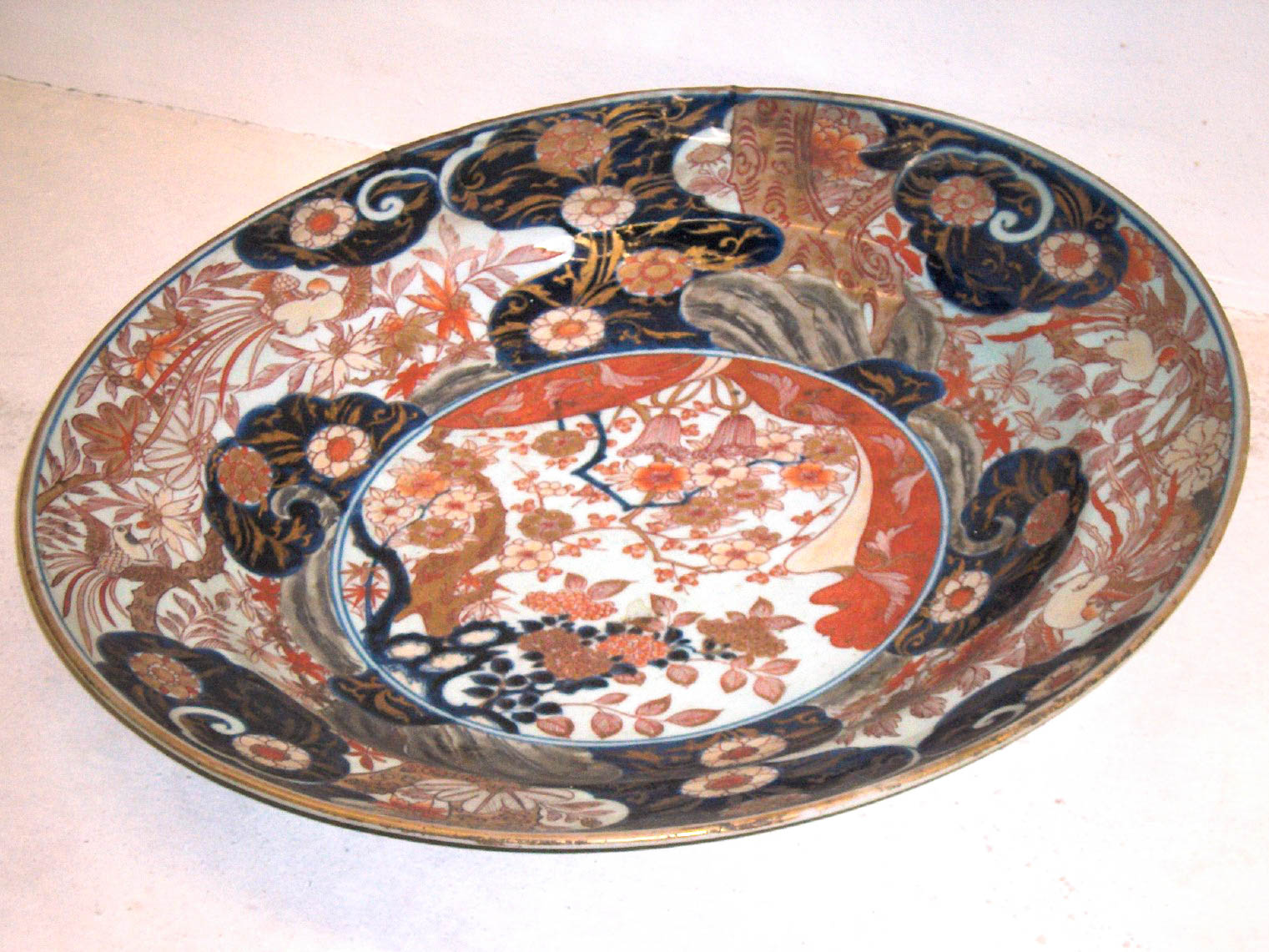
Plat de porcelaine Imari, style kinrande, « en brocard d'or ». 1700-1740
Palais de Topkapi, Istanbul, Turquie.

Entre le  XIVe siècle et le  XVIe siècle la porcelaine chinoise était très recherchée tant au Proche-Orient (empire ottoman) qu'en Extrême-Orient. Mais alors qu'en Occident et au Proche-Orient les seigneurs et souverains recherchaient des porcelaines peintes en bleu sous couverte, les Japonais recherchaient les pièces à couverte monochrome. Le port chinois le plus impliqué dans ce commerce, entre le IXe et le XIe siècle, était Mingzhou (actuelle Ningbo), près des fours de Yuezhou, manufacture des premiers céladons. Puis, jusqu'au XVe siècle, aux céladons, fabriqués  alors en majorité dans les fours de Longquan (Zhejiang) s'adjoignirent les porcelaines à couverte blanc-bleuté (qingbai), de Jingdezhen (Jiangxi) et celles du Zhejiang et du Fujian, provinces voisines. Quelques pièces de type cizhou, peintes ou à décor gravé, provenaient du Nord de la Chine. Quant aux bols en grès à couverte d'oxyde de fer tenmoku, pièces uniques de très grande valeur, leur mode fut telle que les fours japonais de Seto essayèrent de les reproduire aux XIVe et XVe siècles. Le goût initial des Japonais les portait vers des céramiques sobres, sans décor peint ou dans les formes des grès coréens buncheong, peints à grands traits ou simplement trempés.
Les campagnes coréennes de Toyotomi Hideyoshi à la fin du XVIe siècle (1592-1598) furent surnommées « guerres de la céramique » en raison du grand nombre de potiers coréens déportés au Japon, après que les fours coréens eurent été détruits. Ces potiers introduisent alors une grande variété de techniques nouvelles et de styles qui sont particulièrement appréciés pour la cérémonie du thé. Ils découvrent également au Nord de l'île de Kyushu les ingrédients nécessaires à la production de porcelaine. Selon la tradition, l'un d'eux, Ri Sampei (Yi-Sam-p'yong), ayant fait la découverte, en 1616, d'un gisement de kaolin au voisinage d'Arita. Il aurait installé son second four  dans les collines d'Izumiyama. Sa maîtrise des fours à haute température lui aura permis d'aller jusqu'à la cuisson du kaolin, vers 1 400 °C, pour obtenir une porcelaine semblable à celle des coréens, qui possédaient ce savoir-faire et appréciaient la porcelaine entièrement blanche comme vaisselle rituelle dès le XVe siècle. La production de porcelaine, au Japon, débute donc dans la région d'Arita (有田町, cité de potiers de l'île de Kyūshū). Cela provoqua la fin d'un monopole qui était vieux de plus de sept siècles.
Dans les années 1640, les rébellions en Chine et les guerres entre la dynastie Ming et les Mandchous ont endommagé de nombreux fours, et de 1656 à 1684, le nouveau gouvernement de la dynastie Qing a arrêté le commerce en fermant ses ports. Les potiers chinois réfugiés au Japon ont été en mesure d'introduire des techniques raffinées de porcelaine et d'émaux dans les fours d'Arita. En 1658, la Compagnie néerlandaise des Indes orientales s'est tournée vers le Japon pour la porcelaine en bleu et blanc afin de la commercialiser en Europe. À cette époque, les fours d'Arita, comme le four Kakiemon, ne pouvaient pas encore fournir suffisamment de porcelaine de qualité à l'exportation, mais ils ont élargi rapidement leur capacité. Entre 1659 et 1757, les fours d'Arita étaient en mesure d'exporter des quantités énormes de porcelaine en Europe et en Asie. À partir d'environ 1720 les fours chinois et européens ont commencé à imiter le style des porcelaines d'Arita, et ils ont repris un segment important du marché grâce à des prix considérablement inférieurs. Les fours d'Arita ont également fournis des objets domestiques tels que les Ko-Kutani.
En 1675, la famille locale Nabeshima qui gouvernait à Arita établit un four officiel pour faire de la céramique émaillée de haute qualité en porcelaine pour les classes supérieures du Japon. Ce style de porcelaine en est venu à être appelé Nabeshima. Or, parce que Imari était le port d'expédition, la porcelaine, pour l'exportation et l'usage domestique, a été appelé Ko-Imari (ancienne Imari).

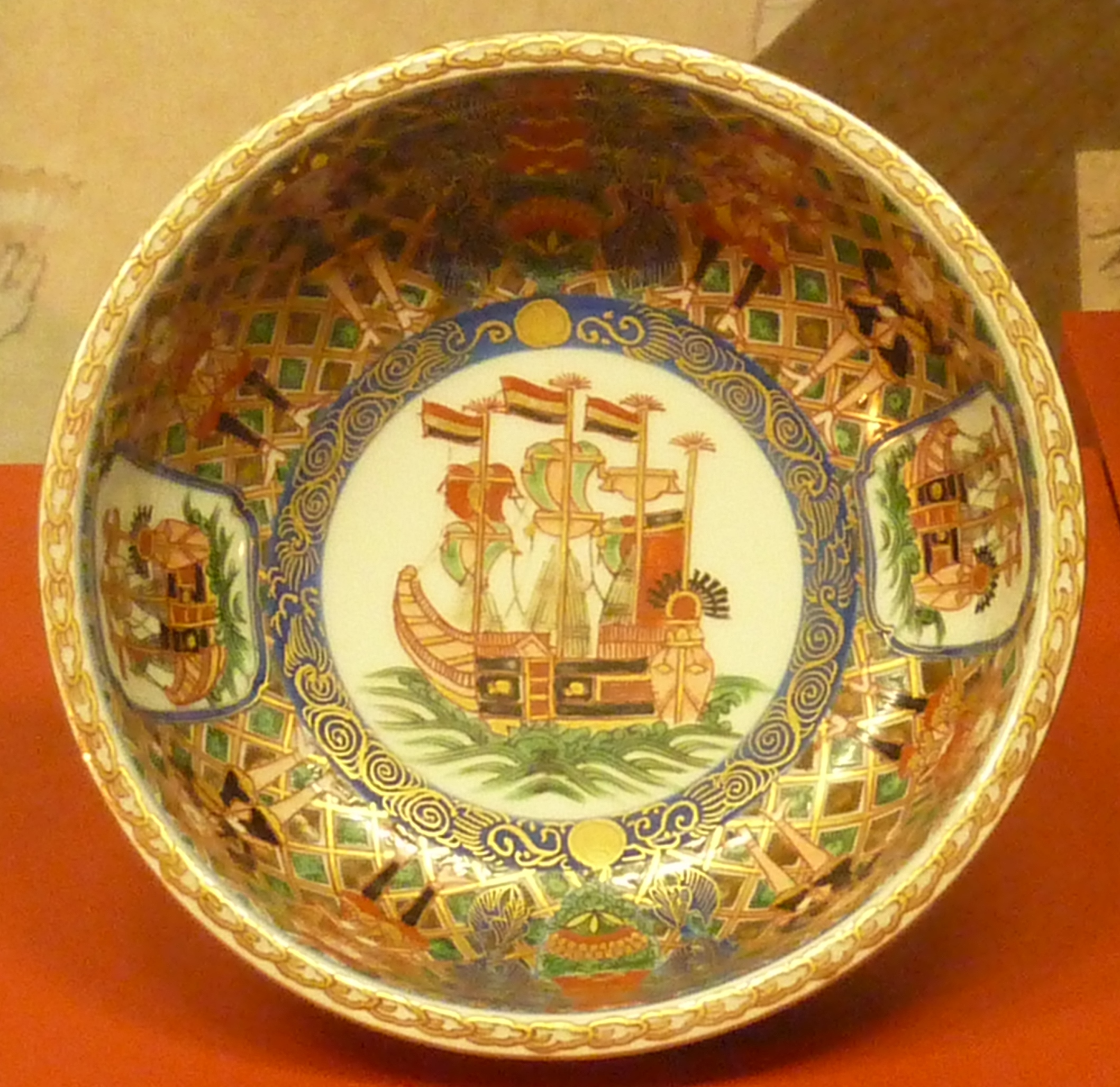
Bol au Navire Noir (porcelaine d'Imari [Japon], fin XVIIIe ou début XIXe siècle).

En 1759, l'émail rouge foncé connu sous le nom de Bengara est devenu disponible industriellement, conduisant à un renouveau de l'orange rougeâtre de 1720 du style Ko-Imari.
Jusqu'en 1757, elle fut exportée en abondance vers l'Europe, principalement par les Hollandais, avec la Compagnie néerlandaise des Indes orientales, la V.O.C. (Verenigde Oost-Indishe Compagnie). En pesant sur l'orientation des décors, ils contribuèrent, plus ou moins directement, à l'émergence d'un style destiné principalement à satisfaire en Europe, une clientèle aristocratique plus friande de magnificence que de représentations symboliques. Ainsi, ces décors « européanisés » resteront néanmoins très inspirés des grandes traditions de la spiritualité asiatique (shintoïsme, confucianisme, bouddhisme, taoïsme), d'où l'intérêt de cette porcelaine de commande.
Ce style va prendre le nom de son port d'exportation, Imari (伊万里). Le port d'Imari est situé dans la Préfecture de Saga, au nord de l'île de Kyūshū, à quelques kilomètres d'Arita. En 1641, la V.O.C. est tenue, pour des mobiles politiques, de transférer plus au sud ses installations d'Imari et d'Hirado en aval, sur l'îlot de Deshima (ou Dejima dans la baie de Nagasaki).

## Styles Kakiémon et Nabeshima

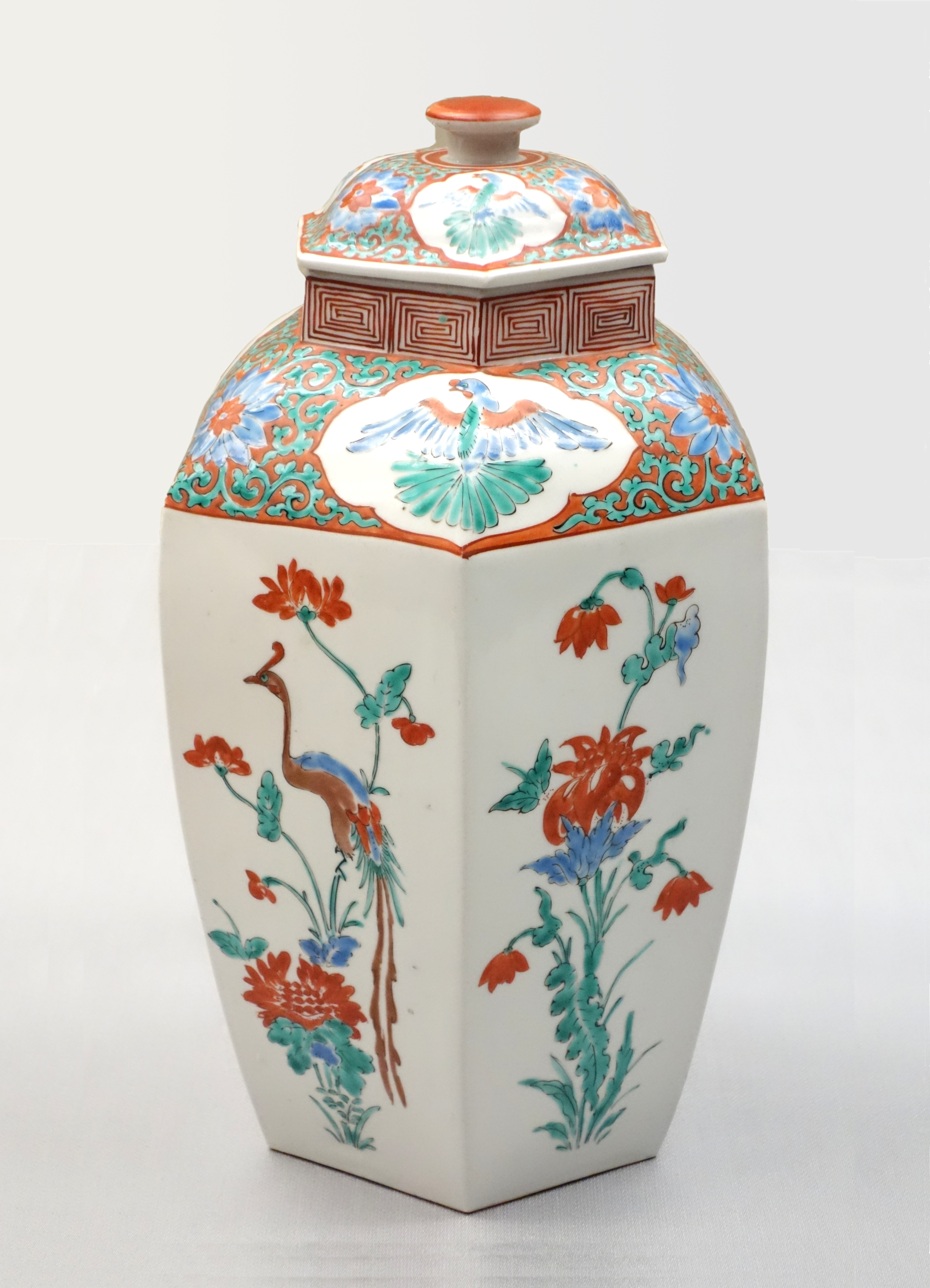
Bocal hexagonal en porcelaine de type Imari, style Kakiemon, datant de l’époque Edo au XVIIᵉ siècle. Ce chef-d’œuvre, exposé au Musée National de Tokyo, présente un décor raffiné de plantes en fleurs et de phénix réalisé en émaux polychromes.

Deux styles sont apparus conjointement à Arita, vers le milieu du XVIIe siècle : il s’agit des styles Kakiémon et Nabeshima. Ce dernier tire son nom d’une puissante famille qui a la main sur l’industrie de la porcelaine à Arita ; il est d’une rare perfection et d’une modernité surprenante. Celui-ci était pour ainsi dire principalement réservé à la cour shôgunale de la dynastie des Tokugawa, seigneurs qui ont fini par s’imposer, face à un empereur qui conserve toutefois son autorité spirituelle.

## Style kinrande, «brocard d'or»

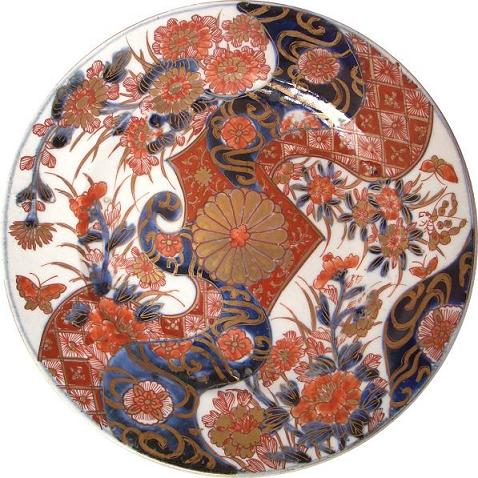
Plat à décor Imari, Arita, Japon, XVIIIe siècle

Le style kinrande se reconnaît à ses trois couleurs dominantes : le bleu de cobalt, le rouge de fer tirant sur le safran et le fond blanc de la porcelaine (ces couleurs ne sont pas exclusives) ; le tout est rehaussé par de l’or. Le registre iconographique, très floral, intègre des éléments issus du règne animal et du monde minéral. L’effet brocart (de tissu) souvent obtenu, à la fois par les motifs, par le jeu des couleurs et par la composition, ne pouvait que flatter les cours européennes avides de trompe-l’œil. Ses artistes firent preuve d'imagination dans les décors et de liberté dans les formes. Ils eurent une manière très originale d'exploiter l'espace et ils avaient le sens des compositions asymétriques.

## L'influence du style Imari

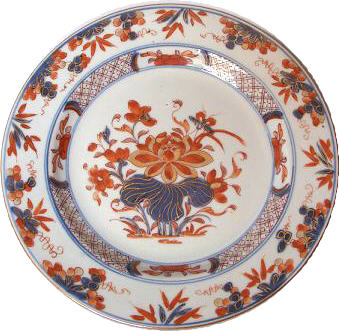
Imari chinois, milieu du XVIIIe siècle

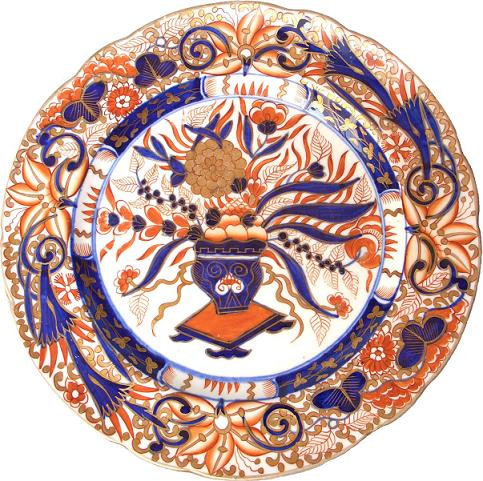
Imari anglais, Royal Crown Derby, début XIXe siècle

Pour des raisons économiques, le style Imari sera le plus copié (ou interprété) des trois. D’abord par les Chinois, lorsqu’ils reprennent les affaires avec les Occidentaux, depuis l’isolement du Japon, vers la fin du XVIIe et le début du XVIIIe siècle.
On parle alors d’« Imari chinois », ou plus généralement de porcelaine dite « de la compagnie des Indes », car l’Imari n’est pas le seul décor, loin de là, produit par les Chinois.
Peu après, les Européens s’inspirent, à leur tour, des couleurs et du répertoire de ce style. D’abord sur faïence, comme à Delft (Delft doré), le décor Imari habille ensuite la porcelaine lorsqu’elle est mise au point à Dresde (Saxe) en 1708 (manufacture de Meissen). La fabrique de Vienne l’adopte dans la foulée, suivie plus tardivement par la France, Bayeux, Isigny, au début du XIXe siècle et à Paris. Limoges, au XXe siècle, ne reste pas insensible aux charmes de l’Imari.
Mais ce sont les Anglais qui lui réservent le meilleur accueil. Toutes les poteries du royaume, principalement du Staffordshire, se mettent à l’heure du style Imari à la fin du XVIIIe siècle. Le siècle suivant voit naître une profusion de décors imarisants souvent d’une grande originalité, ce qui explique l’exceptionnelle popularité, au Royaume-Uni, d’un style dont la poésie a indéniablement une dimension universelle.